# Pauliny
Pauliny – osada w Polsce, położona w województwie kujawsko-pomorskim, w powiecie bydgoskim, w gminie Dobrcz, sołectwo Dobrcz

## Podział administracyjny

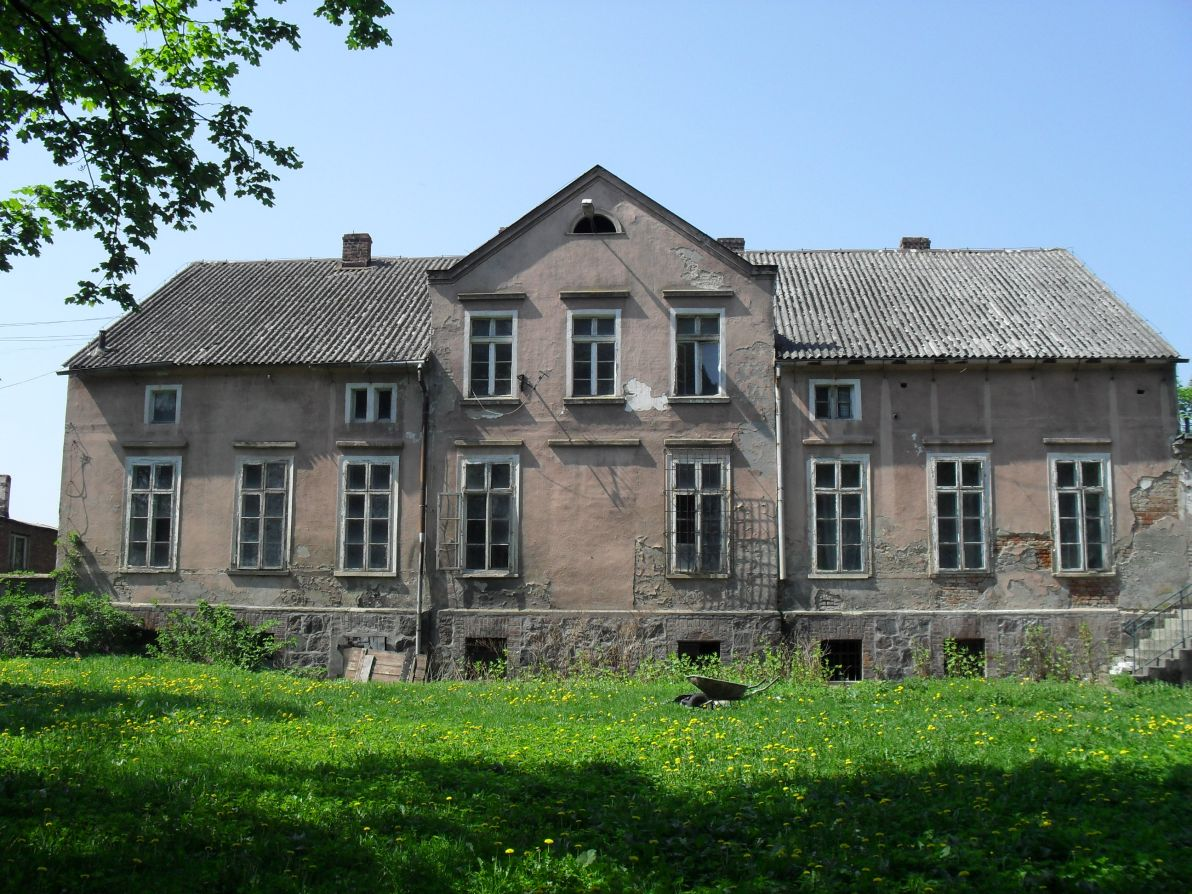
Widok dworu od strony wschodniej

W latach 1975–1998 miejscowość należała administracyjnie do województwa bydgoskiego.

## Demografia
Według danych Urzędu Gminy Dobrcz (31.12.2023 r.) miejscowość liczyła 138 mieszkańców.

## Zabytki
Według rejestru zabytków NID na listę zabytków wpisany jest zespół dworski z 2 połowy XIX w., nr rej.: A/346/1-3 z 10.12.1992:
- dwór, 1880
- park, k. XIX w.
- ogrodzenie.

## Dawne cmentarze
Na terenie wsi zlokalizowany jest nieczynny cmentarz ewangelicki

## Pomniki przyrody
W parku dworskim rośnie grupa drzew uznana za pomniki przyrody:
| Nr | Nazwa                           | Sztuk | Obwód       | Zdjęcie |
| 1. | Lipa drobnolistna               | 2     | 313, 380 cm |         |
| 2. | Dąb szypułkowy                  | 2     | 303, 410 cm |         |
| 3. | Buk zwyczajny                   | 1     | 330 cm      |         |
| 4. | Cis pospolity                   | 2     | 146, 224 cm |         |
| 5. | Cis pospolity trójwierzchołkowy | 1     | 235 cm      |         |